# Leutardo II de Paris
Leutardo II de Paris (ca.  806–858/69) foi um nobre da casa dos girárdidas que reinou como conde de Paris de 841, em sucessão de Girardo II, até 858, quando foi sucedido por Conrado I. Era filho de Begão, o filho de Girardo I, e sua esposa Alpaida, filha do rei Luís I, o Piedoso (r. 814–841). Foi irmão de Eberardo de Susana.